# Elaphoglossum confusum
Elaphoglossum confusum är en träjonväxtart som beskrevs av Christ. Elaphoglossum confusum ingår i släktet Elaphoglossum och familjen Dryopteridaceae. Inga underarter finns listade.